# 2023年肯塔基州州長選舉
2023肯塔基州州長選舉於2023年11月7日舉行，計劃選出肯塔基州的州長和副州長。現任第63任州長，民主黨的安迪·貝謝爾將競選連任連任。 黨代表初選將於2023年5月16日舉行。2023年州長選舉的當選者將於2023年12月12日宣誓就職。

## 提名

### 民主黨

#### 候選人

##### 計劃參選
- 安迪·貝謝爾，與2019年擊敗尋求連任的馬特·貝文當選。[1][2]

### 共和黨

#### 候選人

##### 表明計劃
- 丹尼爾·卡梅倫，肯塔基州總檢察長[3][2]
- 雅各布·克拉克 [2]
- 大衛·庫珀，肯塔基州陸軍國民警衛隊
- 凱莉·克拉夫特，前美國駐聯合國大使
  - 競選夥伴：麥克斯·懷斯、肯塔基州參議院議員
- 鮑勃·德沃爾，前麥克里縣學校董事會成員和常年候選人[4][2]
- 丹尼斯·奧默羅德 [2]
- Ryan Quarles，肯塔基州農業專員[5][2]
- Johnny Rice，民兵活動家和前警官[4][2]
- Robbie Smith，高中老師[4][2]

### 獨立候選人
- 布賴恩·布什 (Brian Bush)，家庭改造承包商和退伍軍人[4]
- 大衛·弗格森[4]
- 克林特·約翰遜，牧師 [4]

## 選舉結果
| 政党   | 政党   | 候选人            | 票数      | %        | ±      |
| ------ | ------ | ----------------- | --------- | -------- | ------ |
|        | 民主党 | 安迪·貝謝爾(現任) | 694,167   | 52.54%   | +3.34% |
|        | 共和党 | 丹尼爾·卡梅倫     | 627,086   | 47.46%   |        |
|        | N/A    | 海選候選人        | 82        | 0.00006% | N.G.   |
| 总票数 | 总票数 | 总票数            | 1,321,253 | 100.00%  | N/A    |

美國民主黨所推出的候選人安迪·貝謝爾以69萬票、約52.54%的得票率擊敗挑戰者––來自共和黨的丹尼爾·卡梅倫，惟得票率從4年前的近71萬票略有下降，而丹尼爾的得票也比4年前連任失敗的馬特.貝文下降約8萬票；至於海選票幾乎翻倍，但是還低於100票，佔比可忽略不計（0.000062%)。安迪·貝謝爾在當地人口最大的2個县––杰斐逊县和费耶特县––取得了超過7成選票，在佩里县和布雷西特县———在2020年美國總統選舉中共和黨候選人唐納德.特朗普相比，以28%和24%的得票率翻轉––獲勝。